# 爆眼少女案
爆眼少女案是2019年香港反對逃犯條例修訂草案運動期間發生的一宗爭議事件，使獨眼紗布成為了香港抗爭運動的象徵之一。在8月11日深水埗示威活動當晚，一位报称擔任義務救護員的女性（“K”、“少女K”或“K小姐”）在彌敦道近尖沙咀警署被疑似香港警察的布袋彈擊中其右眼。少女K因此成為了《紐約時報》的頭版。翌日12日，網民在香港國際機場發起「警察還眼集會」，首次出現「黑警還眼」口號。13日，有組織罪案及三合會調查科高級警司李桂華指「未與事主（爆眼少女）落口供前不會拘捕，但下一步則需要法律上考慮，不能現時作保證需要尋求指示」。29日，少女K透過民間記者會發佈短片。後來警察以調查事件為由，以法庭手令向伊利沙伯醫院取得爆眼女子的醫療報告。由於是次搜證未得女子知情和同意，女子認為這侵犯了她在法庭提訴訟的權力，此外有人擔心報告可能構成包括暴動罪等罪名的證據，使少女被拘捕及起訴，而警方拒絕就此回應，爆眼少女申請司法覆核警方公開報告内容，及後被上訴庭判敗訴，需要向警方支付訟達費。
2021年5月，《東方日報》報導K小姐無爆眼、已赴台，並刊出該女子雙眼完好無損在機場拍攝笑容美照片。眾新聞其後引述接近該女子的消息報導該少女已經離港赴台，並表示其受傷的右眼視力並無恢復，只是通過整容技術在表面上作出補救。
隨著眾新聞的報導出台，其他傳媒再跟進案件，並深入報導，出現完全不同的事實陳述。如星島日報報導：「醫療報告內容中對該女子傷勢雖沒有結論，但其眼部傷勢不嚴重，亦沒有「爆眼」或傷及眼球和內部組織，主要是眼睛周邊位置受創，視力沒受到嚴重損害。而且，該女子受傷後在伊利沙伯醫院留醫約一星期便出院，未幾已康復」。到2022年10月3日，有自稱為「Karla」的人在YouTube上載短片，由男朋友透露「K」在2021年底已經移居加拿大。

## 事件經過
晚上7時許，警方在尖沙咀彌敦道及尖沙咀警署外施放催淚彈驅散期間，一名年輕女士眼部被疑似布袋彈擊傷，血流披面，右眼球爆裂引致視力永久受損，在伊利沙伯醫院接受治療，而她的眼罩被布袋彈卡住，而當時警方曾經發射多發布袋彈。該名女傷者的胞妹稱經過院方檢查後，確認其右眼球爆裂，下眼簾及淚管撕裂，上頜骨亦碎裂，右眼很大機會會永久失明，目前傷勢嚴重，須留院接受多次手術治療。
民間記者會批評警方向在場人士的頭部發射懷疑是布袋彈並射穿眼罩導致眼部嚴重受傷，或致永久性失明，批評警方做法違反香港法例第427章《刑事罪行（酷刑）條例》。而《就執法方面的非致命武器及相關設備的日內瓦指引》諮詢文件亦指出布袋彈絕不可瞄準頭部，只能向下半身發射，否則屬非法使用。
警務處助理處長（行動）麥展豪後來在警方記者會中表示，並無確實證據顯示受傷原因與警方執法有關。行政長官林鄭月娥被傳媒多番追問，她回應指「要基於一些事實」，而且「（受傷女子的）圖片有很多款，在facebook的post亦有很多不同意見」，希望受傷女子「早日康復」。同時表示當自己在方便時，會很願意探望受傷女示威者。
雖然網絡有傳言指女子是示威者用彈叉所傷，但香港理工大學前機械工程學系工程師盧覺強，經分析後認為女子被示威者誤傷的機會很低，反而她的右眼被警方發射布袋彈擊中的機會卻很高。盧覺強指出當時該名女子當時身處的巴士站與示威者集結的位置有障礙物，即使在示威者集結的位置有人用彈叉射出鋼珠，都不可能被直接擊中，鋼珠也難以「轉彎」，距離也太遠而失去動能，除非在10米內直射，否則不可能射穿女子所戴的眼罩；而片段顯示她的眼罩卡著一塊布，彈叉射出的鋼珠是不會令眼罩卡住布料，警方射出的布袋彈是由布料包著多粒圓珠組成，警員又曾經多次從高位用雷明登霰彈槍向在地面的人士射擊，所以該女子的頭部被警方擊中的機會很大。
香港媒體整合事發當日的資料後，指出尖沙咀警署的出入口比地面高出3米，受傷女子與警署的距離大約為15.95米，警方使用的雷明登散彈槍有效射程最少達36米，所以該女子完全在射程之內，而根據警方的槍械指引，雷明登散彈槍在15米距離射向人體可引致死亡。高級警司李桂華在記者會承認當日曾經發射10發以下的布袋彈，在事發時在該名女子附近進行採訪的外籍記者Richard Scortford表示，他看到警署正門閘內有三個人，並曾經開槍射擊，這名記者稱當時有射出物在他面前高速移動，懷疑受傷女子是被從警署內發射的彈藥擊中。

## 社會影響
少女K「爆眼」的消息傳出後，觸發了更多示威者上街示威，手掩右眼成為了運動中的抗爭象徵，少女K亦因此登上了2019年11月23日《紐約時報》頭版，街頭抗爭中更出現了「克警還眼」的口號

## 爭議
事發當天翌日，中國中央電視台下屬的央視新聞在官方微信公號和官方新浪微博上發布用肯定語氣稱「一名參與示威的女子被同伴擊中眼睛」，但沒有給出該信息的來源，亦無證據顯示當時現場有來自央視新聞的記者，又以「網友爆料」作為消息來源，宣稱少女K「曾負責派錢給示威者」（央視新聞附上一張與樣貌與受傷女子相似的照片，畫面顯示有五個人在街上圍成一圈，而該名女子的手上正拿着錢。然而該消息曾在同年6月流傳並早已被證實是虛假消息）。央視新聞發布的消息在發布十多個小時候內被轉發上萬次，點讚數超過63萬。央視新聞又在該微博中打出「#香港黑衣人打中自己人#」的話題標籤，該標籤一度進入新浪微博熱搜榜前十名。中國大陸多個媒體包括環球網、觀察者網、鳳凰網、新浪財經、網易新聞、每經網等皆轉載了央視新聞的消息。不过这则消息被《端传媒》、法国广播电台等媒体认为是假新聞。
中国内地具有官方背景的环球网报道称，根据网络上的一段视频，该女子非被布袋所伤。视频画面中显示，事发当时警方防线距离示威者大约200米，突然间一名黑衣人站起，用手中丫叉射出了疑似弹珠的物体，而黑衣人射击时，附近没有出现警察，也没有听到枪声，其射击的方向，与女伤者受伤的位置吻合。然而根據《蘋果日報》釋出的片段顯示，少女K中彈倒地後翻身時，眼罩尚戴在少女K頭部，片中清淅可見布袋彈卡在眼罩內。曾多次以自身的機械工程知識助法庭破案的香港機械工程師盧覺強指出，根據新聞片段，他估計示威者所用的彈弓的射程可達50至70米，理論上可射到少女K的所在位置，但考慮到威力在遠距離下會降低，他認為鋼珠不足以射穿少女K的眼罩，除非初10米距離內射擊，他又指出，根據新聞片段顯示，少女K的受傷位置是右眼及鼻樑，估計她是從巴士站廣告牌中間探頭望向警署時受傷。他又指由於當時示威者身處少女K的左方，鋼珠難以「轉彎」射中少女K右眼。他總結認為少女K被示威者以鋼珠誤傷的可能性不大，又質疑如果真是受鋼珠所傷，那便不應該有塊布卡在眼罩裡。
环球网及新浪新聞指少女K遲遲不報警，且出現網傳影片畫面與高清圖片不一致的情況，即影片畫面上未見眼罩上有布袋彈殘骸，而靜止圖片上眼罩外留有布袋彈殘骸。又質疑稱少女K與警署之間有一塊巴士廣告牌阻隔，除非子彈會轉彎，否則不會擊中少女K。8月19日，警方表示筆錄與外傳的事發經過有出入，呼籲目擊者和當事人與警方聯繫。8月29日，少女K透過民間記者會發佈短片，鼓勵公民勇敢反抗政府，但未有提及自己受傷的始末。9月8日，少女K律師發信阻撓警方獲得其醫療報告。但9月9日，警方向法庭申請手令并獲得醫療報告。少女K不滿警方未向她提供手令內容便取其報告，認為做法無視其私隱，因而申請司法覆核。高等法院於12月17日就其申請頒下判詞，裁定少女K敗訴。
2021年5月，東方日報報導稱當事人雙眼健全“無爆眼”，已于2020年9月30日离港前往台灣；并发表社评称此事件是“世紀謊言”。眾新聞其後引述消息確認該少女已離港，但其受傷的右眼視力並無恢復，只是通過整容技術在表面上作出補救。大公網和文匯網報道，香港警方已獲取的醫療報告內容中對其傷勢雖沒有結論，並未「爆眼」或傷及眼球和內部組織，主要是眼睛周邊位置受創，視力沒受到絲毫損害，明顯並非警方布袋彈所致。警方對她的刑事調查仍未結束，包括她當日曾否涉嫌干犯暴動或其他罪行，若有進一步證據指她涉嫌違法，將徵詢律政司意見，不排除發出通緝令。
全國政協副主席、香港前特首梁振英5月25日晚在社交網站宣布，關於「爆眼女」行蹤暴露，「803基金」將原來的40萬港元懸賞加碼至100萬港元，給任何提供案件最新消息人士。

## 法庭下令禁止披露申請人身分
香港法庭對此案曾下令禁止披露申請人身分，案中受害女子被媒體稱為「K」或「K小姐」。

## 網民發布出院紙
2022年8月11日為發生3週年，有網民於網上討論區發布帖文，指事主在2022年7月12日接獲法援署的中止援助通知，並已經決定放棄提控，同時發布事主的出院紙，顯示事主當日被送往伊利沙伯醫院急症室，傷勢包括面部裂傷、鼻骨等多處開放性骨折，以及眼球破裂等。
2022年8月12日，文匯報針對K小姐的出院紙提出了質疑，指出出院紙並非等同於醫療報告。醫療報告由多份文件構成，詳盡地記錄了診斷、治療、複診以及康復進程等全面信息，不會指明其傷勢是誰造成。